# Agononida normani
Agononida normani är en kräftdjursart som först beskrevs av Henderson 1888.  Agononida normani ingår i släktet Agononida och familjen trollhumrar. Inga underarter finns listade i Catalogue of Life.